# Garota de Ipanema (filme)
Garota de Ipanema é um filme brasileiro de 1967. O filme é inspirado na canção "Garota de Ipanema", de Tom Jobim e Vinicius de Moraes, que se inspiraram na modelo, empresária e apresentadora Helô Pinheiro, que frequentava diretamente a Praia de Ipanema, no Rio de Janeiro.

## Enredo
Márcia é uma garota carioca. A jovem estuda na Pontifícia Universidade Católica do Rio de Janeiro, gosta de ouvir bossa nova e namora um surfista. Depois de terminar seu relacionamento com Pedro Paulo, flerta com o compositor Chico Buarque e sucessivamente com um fotógrafo casado.
Vivendo só, ela busca angustiosamente a felicidade e por temer seu futuro, tenta entrar na classe média. Durante o carnaval, finalmente consegue resolver seus problemas e resgata sua personalidade.

## Elenco[2]
| Ator/Atriz          | Personagem                  |
| ------------------- | --------------------------- |
| Márcia Rodrigues    | Márcia                      |
| Adriano Reys        | Fotógrafo                   |
| Arduíno Colassanti  | Pedro Paulo                 |
| Jose Carlos Marquês | Zeca                        |
| Irene Stefânia      | Regina                      |
| Ruy Sohlberg        | Mascarado                   |
| Rosita Thomaz Lopes | Mãe de Márcia               |
| João Saldanha       | Pai de Márcia               |
| Iracema de Alencar  | Dona Eudóxia, avó de Márcia |
| Rubem Braga         | Tio de Márcia               |
| Fernando Sabino     | Ele Mesmo                   |
| Marisa Urban        | Mulher do fotógrafo         |
| Chico Buarque       | Chico                       |
| Ana Maria Magalhães | Antonella (amiga de Márcia) |
| Isabel Ribeiro      | Luíza (amiga)               |
| Ronnie Von          | Ele Mesmo                   |
| Joel Barcellos      | Paquera                     |
| Ana Beatriz         | Amiga de Márcia             |
| Vinícius de Moraes  | Ele Mesmo                   |
| Ziraldo             | Vendedor de bolas           |
| Zózimo Bulbul       | Jovem na praia              |
| David Drew Zingg    | Mr. Davis                   |
| Arnaldo Jabor       | Intérprete                  |
| Nara Leão           | Ela Mesma                   |
| Dori Caymmi         | Homem no carnaval           |
| Luíza Maranhão      | Suzete (amiga de Márcia)    |
| Pixinguinha         | Ele mesmo                   |
| Quarteto em Cy      | Elas mesmas                 |

## Disponibilidade
O filme nunca esteve disponível em Home video devido ao fato de seu negativo original ter sido enviado por Leon Hirszman aos Estados Unidos para sua distribuição, e o distribuidor ter seu acervo com paradeiro desconhecido após sua morte. As únicas cópias disponíveis eram muito danificadas, não permitindo uma restauração à altura da qualidade técnica do filme.

## Trilha sonora
A trilha sonora do filme foi lançado em formato de disco de vinil e conta com canções, em sua maioria, da dupla Tom Jobim e Vinicius de Moraes, além da participação de Chico Buarque.
| Lado A |                                                      |         |  |
| N.º    | Título                                               | Duração |  |
| 1.     | "Noite dos mascarados" (Chico Buarque e Elis Regina) | 3:10    |  |
| 2.     | "Lamento do Morro" (Nara Leão)                       | 2:27    |  |
| 3.     | "Surf Board" (instrumental)                          | 2:07    |  |
| 4.     | "Ela é Carioca" (Tamba trio)                         | 2:58    |  |
| 5.     | "Poema dos Olhos da Amada" (Vinicius de Moraes)      | 2:42    |  |
| 6.     | "A Queda" (instrumental)                             | 1:16    |  |

| Lado B         |                                                                     |         |  |
| N.º            | Título                                                              | Duração |  |
| 1.             | "Tema de abertura" (Jobim e Vinicius)                               | 3:27    |  |
| 2.             | "Por você" (Ronnie Von)                                             | 2:22    |  |
| 3.             | "Chorinho" (Chico Buarque)                                          | 2:10    |  |
| 4.             | "Ária para se Morrer de Amor" (Baden Powell)                        | 3:54    |  |
| 5.             | "Rancho das Namoradas" (de Ary Barroso, por MPB-4 e Quarteto em Cy) | 2:20    |  |
| 6.             | "Tema da desilusão" (Jobim e Vinicius)                              | 1:28    |  |
| Duração total: | Duração total:                                                      | 30:20   |  |